# Sinaïberg
De Sinaïberg (Arabisch: جبل سيناء, Gabal Sīnāˈ, ook wel جبل موسَى, Gabal Mūsā, "berg van Mozes", Hebreeuws: הר סיני, Har Sinai) is een 2.285 meter hoge berg in het Sinaïgebergte op zuidelijk deel van het schiereiland Sinaï van Egypte. De berg wordt aan alle kanten omringd door hogere bergen, waaronder de Katharinaberg, met 2.642 meter de hoogste berg van Egypte. 
Sinds de 3e eeuw n.Chr. wordt deze berg in het christendom geïdentificeerd als de Sinaï, de berg waar volgens de traditie God Mozes de tien geboden gaf (Exodus 20:1).
Aan de voet van de berg ligt het Katharinaklooster dat gesticht is tussen 548 en 565 na Christus. Het wordt geroemd om zijn architectuur en bijzondere ligging in het ruige landschap. Het hele gebied met de berg en het klooster staat sinds 2002 op de Werelderfgoedlijst van UNESCO.
De berg is redelijk eenvoudig te beklimmen. Er zijn twee wandelpaden naar de top, Siket el Bashait en het steilere Siket Sayidna Musa.

## Afbeeldingen

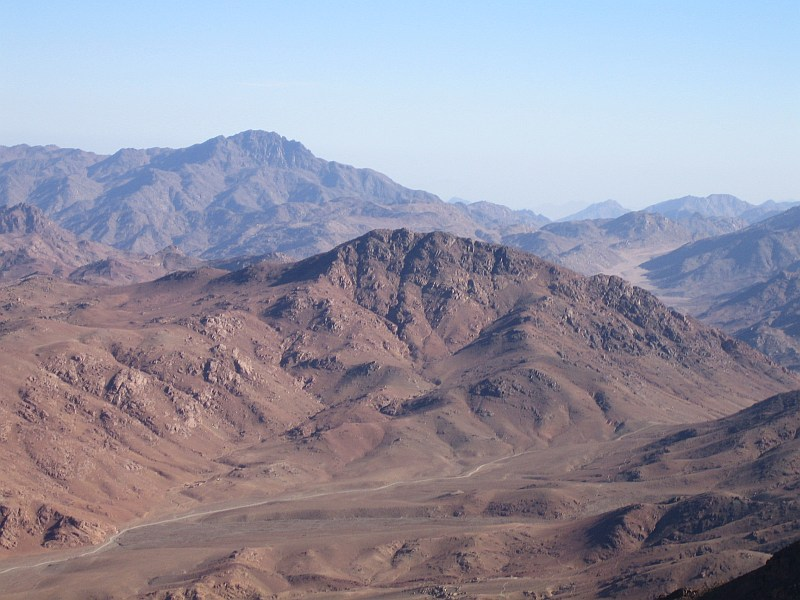
Foto vanaf de top van de Sinaïberg
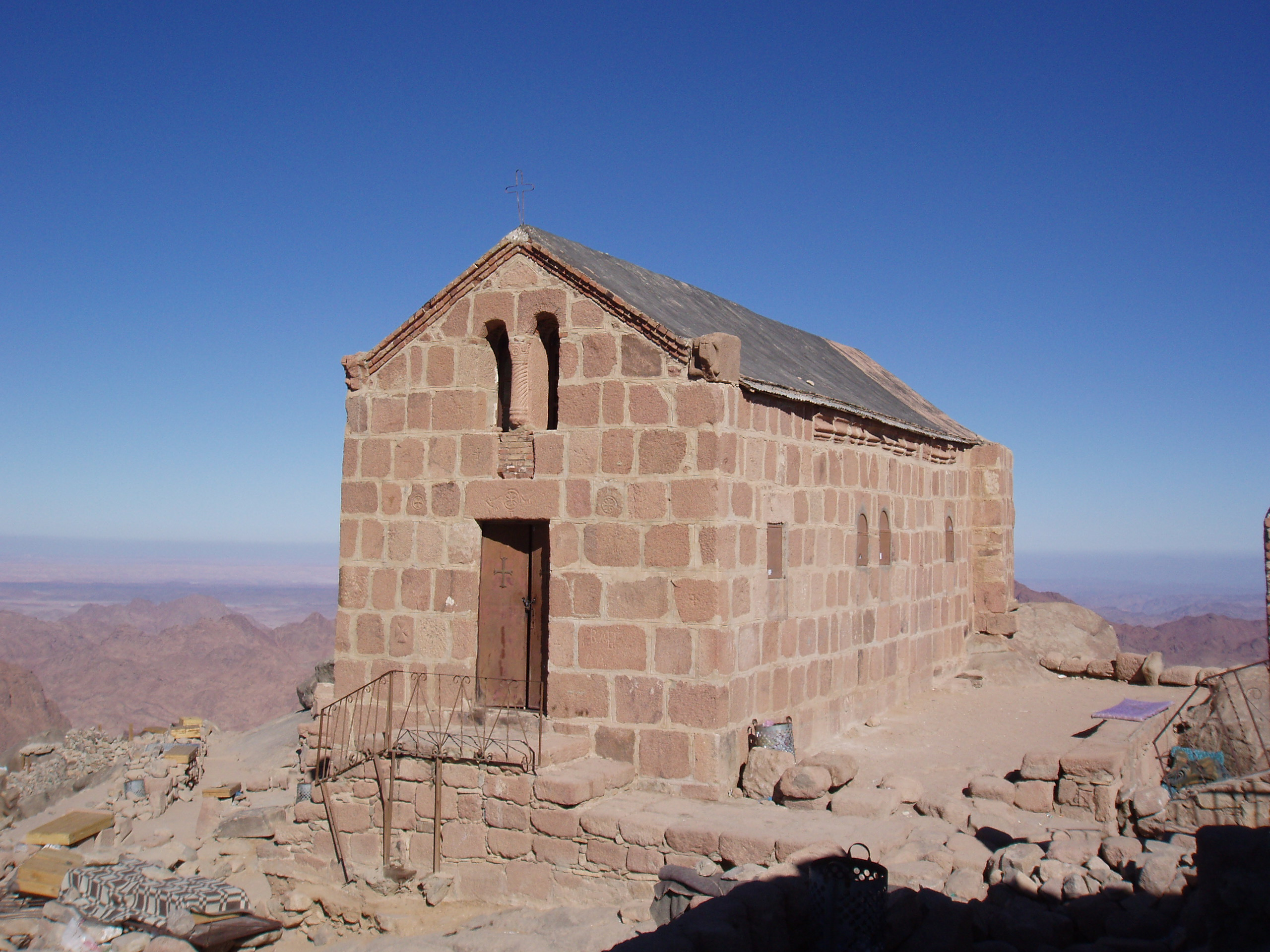
Grieks-orthodoxe kapel op de top van de Sinaï